# Perdita peculiaris
Perdita peculiaris är en biart som beskrevs av Timberlake 1953. Perdita peculiaris ingår i släktet Perdita och familjen grävbin. Inga underarter finns listade i Catalogue of Life.